# Rally de Nueva Zelanda
El Rally de Nueva Zelanda es una carrera de rally disputada anualmente en Nueva Zelanda desde el año 1969. La prueba ha sido válida para el Campeonato Mundial de Rally en varias ocasiones: en 1977, desde 1979 hasta 1980, desde 1982 hasta 2008 y nuevamente en 2010 y en 2012. Es uno de los más bellos del campeonato del mundo y se disputa sobre caminos de tierra en muy buen estado y discurre sobre verdes praderas y frondosos bosques de coníferas. Tiene tramos rápidos y anchos como los de Finlandia y otros lentos y retorcidos similares a los del Acrópolis.
El rally se celebra en los alrededores de Auckland, en la Isla Norte del norte del país, aunque a lo largo de su existencia ha modificado mucho su formato. En los primeros años el rally combinada tramos de tierra y asfalto y cambió varias veces de nombre y de ubicación, como en alguna edición que se disputó en la Isla Sur. En la década de los 80 la prueba fue reduciendo su kilometraje a los 1000 km cronometrados, por lo que seguía siendo una de las pruebas más largas del calendario, aunque a finales de esta década se redujo a los 600 km y posteriormente a los 400 km impuestos por la FIA. De la misma manera, el rally pasó de dos semanas de duración en los primeros años, a los tres días que se disputan en la actualidad.
Nueva Zelanda es un país poco poblado por lo que, en general, el público en los tramos no es numeroso, al contrario que algunas pruebas de Europa por lo que no reviste ningún problema de seguridad para los organizadores y además los espectadores pagan una entrada para presenciar la carrera.

## Historia

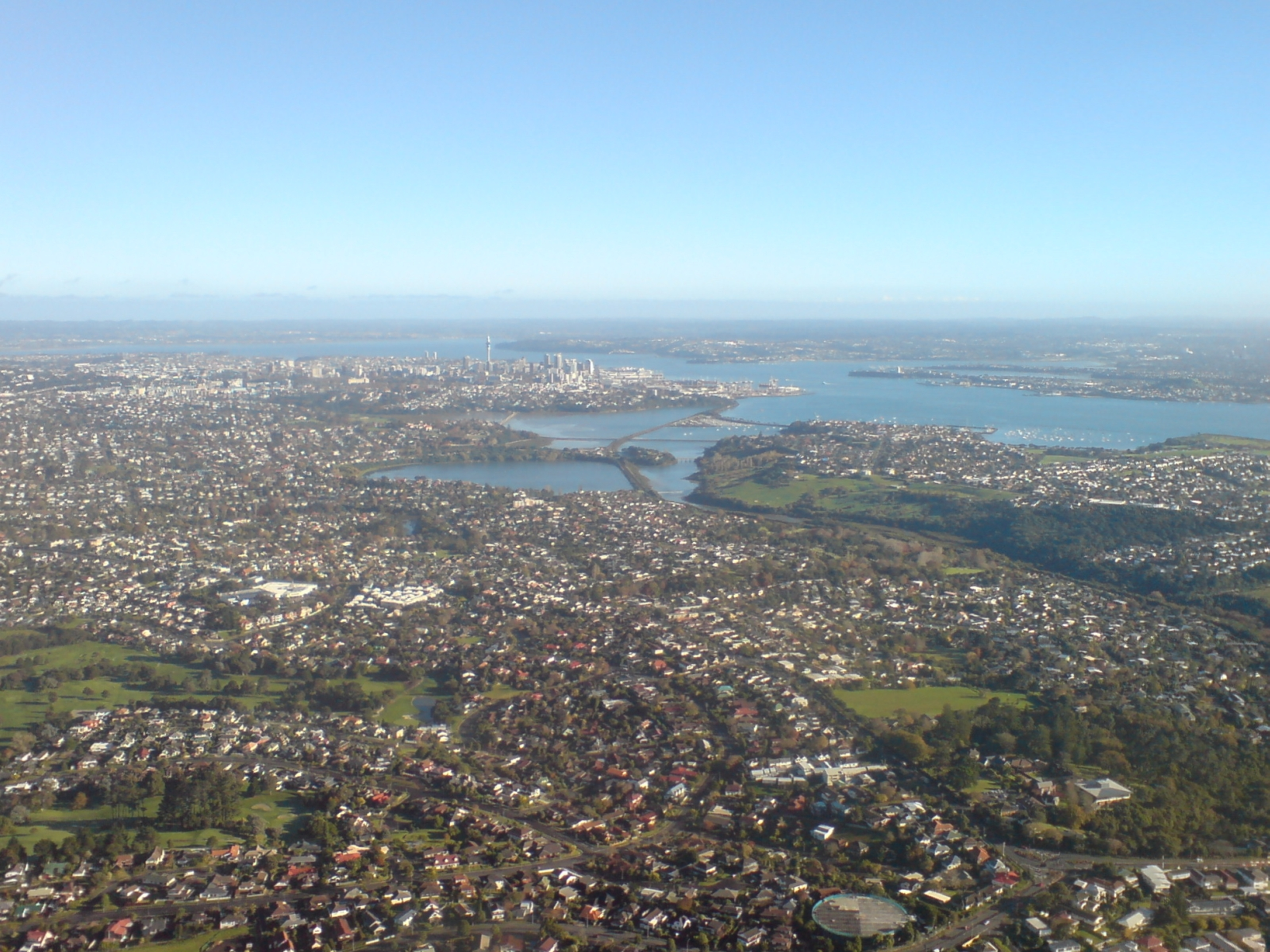
Auckland es la sede del rally.

La primera edición se celebró en 1969 y constaba de una largo trayecto de dos semanas de duración, se llamó Shell Silver Fern Rally. Lo organizó el Wellington Car Club y en ella participaron solo 33 equipos, siendo los vencedores los pilotos locales Grady Thompson y Rick Rimmer. Al año siguiente se organizó la segunda edición esta vez, en la Islas Sur del país y organizada por el Canterbury Car Club, donde venció Paul Adams a bordo de un BMW 2002. En 1971 el rally cambió de nombre, pasó a llamarse Heatway International Rally, y esa ocasión el ganador fue Bruce Hodgson que conducía un Ford Cortina Lotus, en una edición de solo 15 equipos, la mayoría de ellos australianos.
En 1974 no se celebraría a causa de la crisis del petróleo,  pero la prueba se siguió celebrando y en 1977 se convierte en prueba puntuable para el mundial. Esa edición constaba de 3.281 km de los cuales, 2.137 eran contra el crono, por lo que convertía a Nueva Zelanda en la segunda prueba más larga del mundial, por detrás del Safari. En aquella ocasión, que solo era puntuable para el campeonato de marcas (todavía no existía el de pilotos) Fiat y Ford enviaron a sus respectivos pilotos: Markku Alen y Ari Vatanen que realizó una de las actuaciones más memorables de su carrera.  Tras una salida que le hizo perder 12 minutos, remontó hasta el liderato para volver a perder media hora por una segunda salida de pista. No solo se incorporó a la carrera sino que realizó una remontada y terminó en la segunda plaza a solo dos minutos del ganador, el italiano Fulvio Bacchelli, marcando el mejor tiempo en 47 tramos y llegando a adelantar incluso a los tres Fiat 131 Abarth oficiales durante uno de los tramos más largos del rally.
A pesar de que en 1982 se estableció definitivamente en el calendario del mundial, a partir de 1987 solo fue puntuable para el campeonato de pilotos, por lo que empobreció un poco la lista de inscritos hasta 1990. Tres años después, en 1993, el rally fue finalmente puntuable para ambos certámenes. Ese mismo año el ganador fue Colin McRae, que lograba su tercera victoria consecutiva en la prueba, imitando el logro que Carlos Sainz había logrado tres años antes, aunque en 1998 el español lograría una cuarta victoria.
En 1996 la prueba se cayó del calendario del mundial debido a las rotaciones impuestas por la FIA, pero conservó la puntuabilidad para el Campeonato de Asia-Pacífico.
En 1997 el español Carlos Sainz perdió la carrera, tras arrollar una oveja que se encontraba en pleno tramo, dando la victoria a Kenneth Eriksson que venció por una diferencia de solo 13 décimas.
Marcus Grönholm ganó la edición de 2007 con una ventaja de apenas 3 décimas de segundo sobre Sébastien Loeb.

## Palmarés
| Año         | Edición                                               | Piloto                                                | Copiloto                                              | Automóvil                                             | Notas                                                 |
| ----------- | ----------------------------------------------------- | ----------------------------------------------------- | ----------------------------------------------------- | ----------------------------------------------------- | ----------------------------------------------------- |
| 1969        | 1. Shell Silver Fern Rally                            | Grady Thompson                                        | Rick Rimmer                                           | Holden Monaro                                         |                                                       |
| 1970        | 2. Shell Silver Fern Rally                            | Paul Adams                                            | Don Fenwick                                           | BMW 2002                                              |                                                       |
| 1971        | 3. Heatway International Rally                        | Bruce Hodgson                                         | Mike Mitchell                                         | Ford Cortina-Lotus                                    |                                                       |
| 1972        | 4. Heatway Int. Motor Rally                           | Andrew Cowan                                          | Jim Scott                                             | BLMC Mini 1275 GT                                     |                                                       |
| 1973        | 5. Heatway Int. Motor Rally                           | Hannu Mikkola                                         | Jim Porter                                            | Ford Escort RS 1600                                   |                                                       |
| 1974        | No se disputó debido a la crisis del petróleo de 1973 | No se disputó debido a la crisis del petróleo de 1973 | No se disputó debido a la crisis del petróleo de 1973 | No se disputó debido a la crisis del petróleo de 1973 | No se disputó debido a la crisis del petróleo de 1973 |
| 1975        | 6. Heatway Int. Motor Rally                           | Mike Marshall                                         | Arthur McWatt                                         | Ford Escort RS 1800                                   |                                                       |
| 1976        | 7. Radio NZ Heatway Rally                             | Andrew Cowan                                          | Jim Scott                                             | Hillman Avenger                                       |                                                       |
| 1977        | 8º South Pacific Rally                                | Fulvio Bacchelli                                      | Francesco Rossetti                                    | Fiat 131 Abarth                                       | WRC                                                   |
| 1978        | 9º Motogard Rally of New Zealand                      | Russell Brookes                                       | Chris Porter                                          | Ford Escort RS 1800 MKII                              |                                                       |
| 1979        | 10º Motorgard Rally of New Zealand                    | Hannu Mikkola                                         | Arne Hertz                                            | Ford Escort RS 1800 MKII                              | WRC                                                   |
| 1980        | 11º Motorgard Rally                                   | Timo Salonen                                          | Seppo Harjanne                                        | Datsun 160J                                           | WRC                                                   |
| 1981        | Motorgard Rally of New Zealand                        | Jim Donald                                            | Kevin Lancaster                                       | Ford Escort RS 1800 MKII                              |                                                       |
| 1982        | 12º Motorgard Rally of New Zealand                    | Bjorn Waldegard                                       | Hans Thorszelius                                      | Toyota Celica 2000 GT                                 | WRC                                                   |
| 1983        | 13º Sanyo Rally of New Zealand                        | Walter Röhrl                                          | Christian Geistdorfer                                 | Lancia Rally 037                                      | WRC                                                   |
| 1984        | 14º Sanyo Rally of New Zealand                        | Stig Blomqvist                                        | Bjorn Cederberg                                       | Audi Quattro A2                                       | WRC                                                   |
| 1985        | 15º AWA Clarion Rally of New Zealand                  | Timo Salonen                                          | Seppo Harjanne                                        | Peugeot 205 Turbo 16                                  | WRC                                                   |
| 1986        | 16º Rally of New Zealand                              | Juha Kankkunen                                        | Juha Piironen                                         | Peugeot 205 Turbo 16 E2                               | WRC                                                   |
| 1987        | 17º Rally of New Zealand                              | Franz Witman                                          | Jorg Pattermann                                       | Lancia Delta HF 4WD                                   | WRC                                                   |
| 1988        | 18º Rothmans Rally of New Zealand                     | Josef Haider                                          | Ferdinand Hinterleitner                               | Opel Kadett GSi 16V                                   | WRC                                                   |
| 1989        | 19º Rothmans Rally of New Zealand                     | Ingvar Carlsson                                       | Per Carlsson                                          | Mazda 323 4WD                                         | WRC                                                   |
| 1990        | 20º Rothmans Rally of New Zealand                     | Carlos Sainz                                          | Luis Moya                                             | Toyota Celica GT-Four                                 | WRC                                                   |
| 1991        | 21.º Rothmans Rally of New Zealand                    | Carlos Sainz                                          | Luis Moya                                             | Toyota Celica GT-Four                                 | WRC                                                   |
| 1992        | 22º Rothmans Rally of New Zealand                     | Carlos Sainz                                          | Luis Moya                                             | Toyota Celica Turbo 4WD                               | WRC                                                   |
| 1993        | 23.er Rothmans Rally of New Zealand                   | Colin McRae                                           | Derek Ringer                                          | Subaru Legacy RS                                      | WRC                                                   |
| 1994        | 24º Rothmans Rally of New Zealand                     | Colin McRae                                           | Derek Ringer                                          | Subaru Impreza 555                                    | WRC                                                   |
| 1995        | 25º Smokefree Rally of New Zealand                    | Colin McRae                                           | Derek Ringer                                          | Subaru Impreza 555                                    | WRC, C2L                                              |
| 1996        | 26º Rally of New Zealand                              | Richard Burns                                         | Robert Reid                                           | Mitsubishi Lancer Evo III                             | C2L, APRC                                             |
| 1997        | 27º Smokefree Rally of New Zealand                    | Kenneth Eriksson                                      | Staffan Parmander                                     | Subaru Impreza 555                                    | WRC                                                   |
| 1998        | 28º Smokefree Rally of New Zealand                    | Carlos Sainz                                          | Luis Moya                                             | Toyota Corolla WRC                                    | WRC                                                   |
| 1999        | 29º Rally of New Zealand                              | Tommi Mäkinen                                         | Risto Mannisenmäki                                    | Mitsubishi Lancer Evo VI                              | WRC                                                   |
| 2000        | 30.º Rally of New Zealand                             | Marcus Grönholm                                       | Timo Rautiainen                                       | Peugeot 206 WRC                                       | WRC                                                   |
| 2001        | 31.er Propecia Rally of New Zealand                   | Richard Burns                                         | Robert Reid                                           | Subaru Impreza WRC 01                                 | WRC                                                   |
| 2002        | 32.º Propecia Rally of New Zealand                    | Marcus Grönholm                                       | Timo Rautiainen                                       | Peugeot 206 WRC                                       | WRC                                                   |
| 2003        | 33º Propecia Rally of New Zealand                     | Marcus Grönholm                                       | Timo Rautiainen                                       | Peugeot 206 WRC                                       | WRC                                                   |
| 2004        | 34º Propecia Rally of New Zealand                     | Petter Solberg                                        | Phil Mills                                            | Subaru Impreza WRC 04                                 | WRC                                                   |
| 2005        | 35º Propecia Rally of New Zealand                     | Sébastien Loeb                                        | Daniel Elena                                          | Citroën Xsara WRC                                     | WRC                                                   |
| 2006        | 36º Propecia Rally of New Zealand                     | Marcus Grönholm                                       | Timo Rautiainen                                       | Ford Focus WRC                                        | WRC                                                   |
| 2007        | 37.º Rally of New Zealand                             | Marcus Grönholm                                       | Timo Rautiainen                                       | Ford Focus WRC                                        | WRC                                                   |
| 2008        | 38.º Repco Rally of New Zealand                       | Sébastien Loeb                                        | Daniel Elena                                          | Citroën C4 WRC                                        | WRC                                                   |
| 2010        | 40.º Rally of New Zealand                             | Jari-Matti Latvala                                    | Miikka Anttila                                        | Ford Focus WRC                                        | WRC                                                   |
| 2011        | 41.er Rally of New Zealand                            | Hayden Paddon                                         | John Kennard                                          | Subaru Impreza STi                                    |                                                       |
| 2012        | 42.º Brother Rally of New Zealand                     | Sébastien Loeb                                        | Daniel Elena                                          | Citroën DS3 WRC                                       | WRC                                                   |
| 2013-2016   | No se celebró                                         | No se celebró                                         | No se celebró                                         | No se celebró                                         | No se celebró                                         |
| 2017        | Rally New Zealand                                     | Hayden Paddon                                         | John Kennard                                          | Hyundai i20 AP4                                       |                                                       |
| 2018        | Rally Raglan of the Coast                             | Hayden Paddon                                         | Malcolm Read                                          | Hyundai i20 AP4                                       |                                                       |
| 2019        | No se celebró                                         | No se celebró                                         | No se celebró                                         | No se celebró                                         | No se celebró                                         |
| 2020        | Edición cancelada                                     | Edición cancelada                                     | Edición cancelada                                     | Edición cancelada                                     | WRC                                                   |
| 2021        | Edición cancelada                                     | Edición cancelada                                     | Edición cancelada                                     | Edición cancelada                                     | WRC                                                   |
| 2022        | 45.º Repco Rally New Zealand                          | Kalle Rovanperä                                       | Jonne Halttunen                                       | Toyota GR Yaris Rally1                                | WRC                                                   |
| Referencias |                                                       |                                                       |                                                       |                                                       |                                                       |

### Vencedores
Los pilotos con más triunfos en el Rally de Nueva Zelanda son el finlandés Marcus Grönholm, el español Carlos Sainz y el británico Colin McRae, con cinco, cuatro y tres respectivamente. Ningún piloto local consiguió ganar más de una vez.
| N.º | Piloto          | Victorias | Ediciones                    |
| --- | --------------- | --------- | ---------------------------- |
| 1   | Marcus Grönholm | 5         | 2000, 2002, 2003, 2006, 2007 |
| 2   | Carlos Sainz    | 4         | 1990, 1991, 1992, 1998       |
| 3   | Colin McRae     | 3         | 1993, 1994, 1995             |
| 3   | Sébastien Loeb  | 3         | 2005, 2008, 2012             |
| 4   | Andrew Cowan    | 2         | 1972, 1976                   |
| 4   | Hannu Mikkola   | 2         | 1973, 1979                   |
| 4   | Timo Salonen    | 2         | 1980, 1985                   |
| 4   | Richard Burns   | 2         | 1996, 2001                   |